# Clan Motoyama
Il clan Motoyama (本山氏?, Motoyama-shi) fu clan del Giappone medievale della provincia di Tosa. 
Il clan Motoyama viene menzionato per la prima volta nel Tosa Nikki, un diario scritto da Ki no Tsurayuki, nobile culturale che venne nominato governatore della provincia di Tosa nel X° secolo. A causa dell'isolamento geografico la provincia rimase esclusa dal conflitto tra i clan Taira e Minamoto, e alla sua conclusione i Motoyama divennero servitori dello shogunato Kamakura. I Motoyama avevano il loro feudo presso la piana di Kochi, nella parte centrale della provincia.
Dopo la caduta di Kamakura il clan Hosokawa divenne governatore della metà orientale dell'isola di Shikoku. Gli Hosokawa vennero anche nominati governatori della provincia di Tosa, ma la gestirono indirettamente attraverso importanti signori locali come il clan Aki o il clan Chōsokabe. Terminata la guerra Ōnin gli Hosokawa entrarono in un periodo di conflitto interno e affidarono la provincia a Chōsokabe Kanetsugu, il quale entrò in antipatia a numerosi clan locali, tra i quali i Motoyama.
Nel 1508 questi clan si ribellarono contro i Chōsokabe e attaccarono la loro base principale, il castello di Oko. Kanetsugu si uccise nel castello ma riuscì a mettere in salvo il figlio Kunichika.
Sfruttando questa opportunità, Motoyama Shigemune (本山茂宗?, 1508-1555), il leader del clan Motoyama, espanse il loro territorio verso sud nella metà occidentale della pianura di Kochi. Il clan costruì il castello di Asakura su una collina che aveva buona visuale sulla pianura e costruì successivamente anche il castello di Urado sul bordo orientale del territorio di fronte alla baia di Urado.
In quel momento c'erano sette forti signori locali nella provincia di Tosa e, escluso il clan Ichijō, il clan Motoyama riuscì a sottomettere gli altri signori locali rimasti attorno alla pianura di Kochi. Sotto la guida di Shigemune il clan sconfisse il clan Kira che risiedeva nella parte occidentale del loro territorio e si scontrò ferocemente contro gli Ichijō. Il castello di Asakura fu ampliato in parallelo alla crescita del potere del clan.
Tuttavia Kunichika, il figlio sopravvissuto di Kanetsugu, divenne signore dei Chōsokabe con il sostegno del clan Ichijō. Kunichika sconfisse i piccoli signori circostanti aumentando il proprio potere nella parte orientale della pianura di Kochi. Tramite l'influenza del clan Ichijō, Shigemune lasciò che il figlio sposasse la figlia di Kunichika, portando la pace tra i clan.
Nel 1555 Shigetatsu morì di malattia e suo figlio Motoyama Shigetoki (本山茂辰?, 1525-1564) succedette alla guida del clan. Kunichika aumentò il proprio potere e molti signori locali servitori dei Motoyama si allearono ai Chōsokabe. Il clan Motoyama era ancora più forte del clan Chōsokabe, ma poiché dovette far fronte a ovest agli Ichijō e a est a Kunichika, entrò in un periodo di difficoltà.
Nel 1560 Kunichika conquistò il castello di Nagahama. Durante la successiva battaglia di Tonomoto, i Motoyama attaccarono i Chōsokabe con un esercito più grande, ma vennero sconfitti e costretti al ritiro nel castello di Urado. Ma Kunichika morì di malattia subito dopo la battaglia, e l'esercito di Chōsokabe si ritirò. Chōsokabe Motochika, che succedette al padre alla guida del clan, accelerò la fine del clan Motoyama e attaccò il castello di Asakura nel 1562. Durante la battaglia Shigetoki combatté coraggiosamente e respinse inizialmente l'attacco del clan Chōsokabe, ma venne successivamente sconfitto. I Motoyama si sottomisero definitivamente nel 1571. Motoyama Chikasige (本山親茂?, 1545-1587), ultimo leader del clan Motoyama, divenne servitore di Chōsokabe Nobuchika, figlio maggiore di Motochika, ma morì con il suo maestro nella battaglia di Hetsugigawa nel 1587.